# سيباستيان لوسادا
سيباستيان لوسادا (بالإسبانية: Sebastián Losada)‏ مواليد 3 سبتمبر 1967 في مدريد، هو لاعب كرة قدم إسباني دولي سابق كان يلعب كمهاجم. لعب خلال مسيرته 194 مباراة سجل خلالها 51 هدفاً.

## مرحلة الشباب

### أندية لعب لها
- ريال مدريد

## المسيرة الاحترافية

### أندية لعب لها
- ريال مدريد كاستيا
- ريال مدريد
- أتلتيكو مدريد
- نادي إشبيلية
- سلتا فيغو

## روابط خارجية
- سيباستيان لوسادا على موقع الاتحاد الدولي (مؤرشف)  (الإنجليزية)
- سيباستيان لوسادا على موقع قاعدة بيانات كرة القدم.إي يو (الإنجليزية)
- سيباستيان لوسادا على موقع ناشيونال فوتبول تيمز (الإنجليزية)